# تاكيشي موري (مخرج)
تاكيشي موري (باليابانية: もりたけし) هو مخرج ياباني، ولد في 10 أكتوبر 1963 في طوكيو في اليابان.

## وصلات خارجية
- تاكيشي موري على موقع IMDb (الإنجليزية)
- تاكيشي موري على موقع كينوبويسك (الروسية)